# Vågen

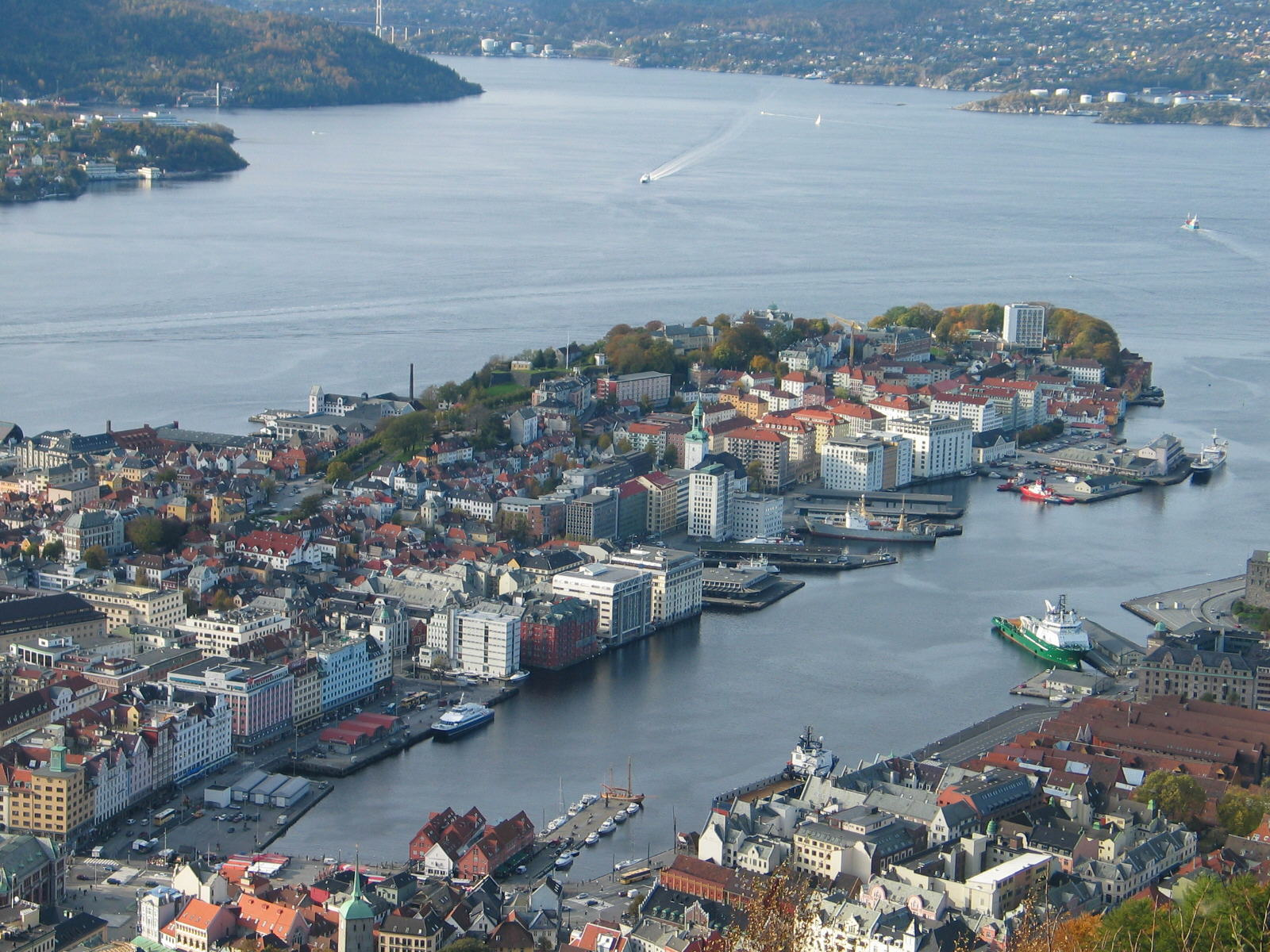
Vue aérienne de Vågen

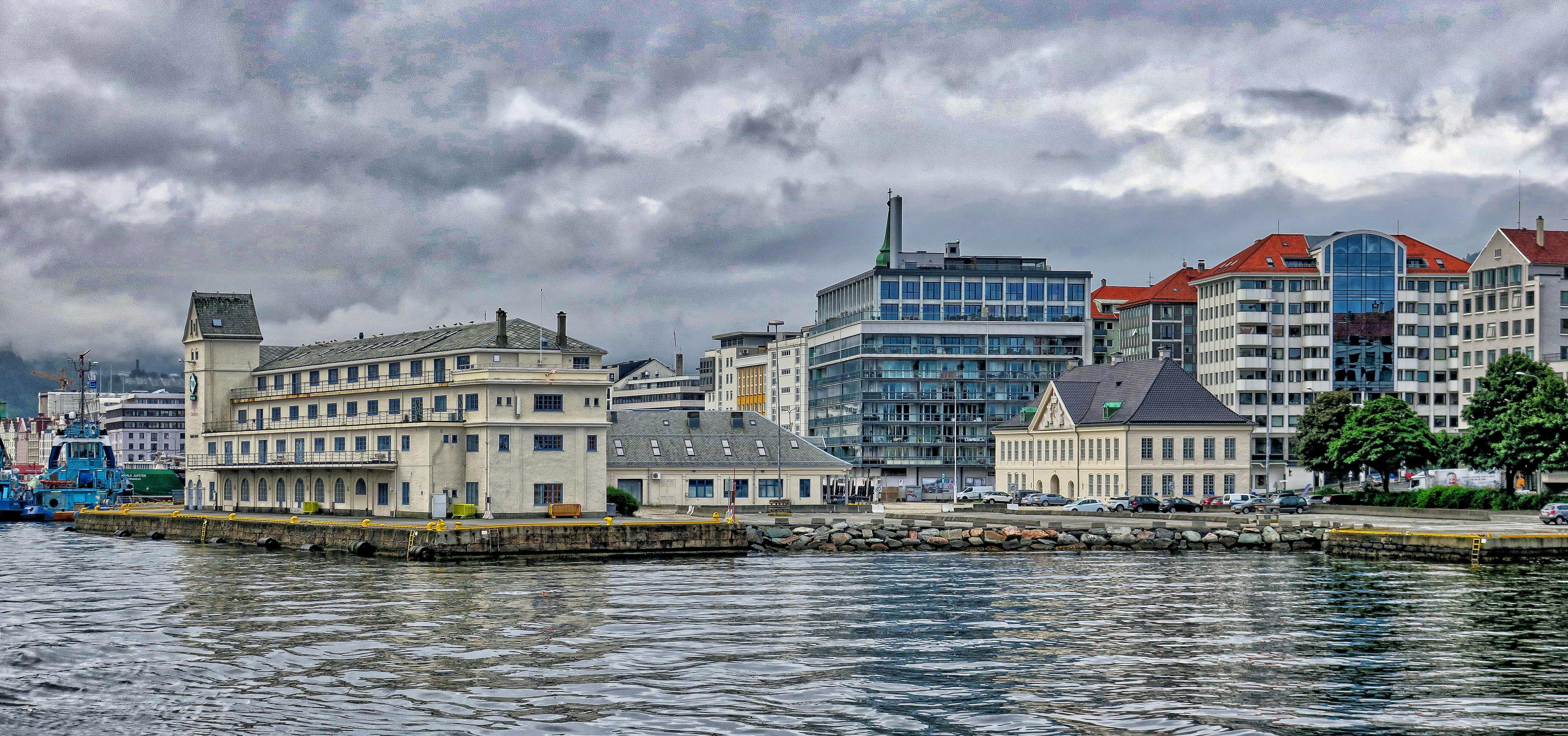
Tollboden (Bergen) à Vågen. Juillet 2020.

Vågen est une baie maritime dans laquelle s'est établi le port de la ville de Bergen en Norvège.
C'est le port central de la ville et le cœur historique de celle-ci. Il s'étend sur 1,2 km de long. On trouve sur ses berges des bâtiments dont certains remontent au XIe siècle.